# DVD+RW

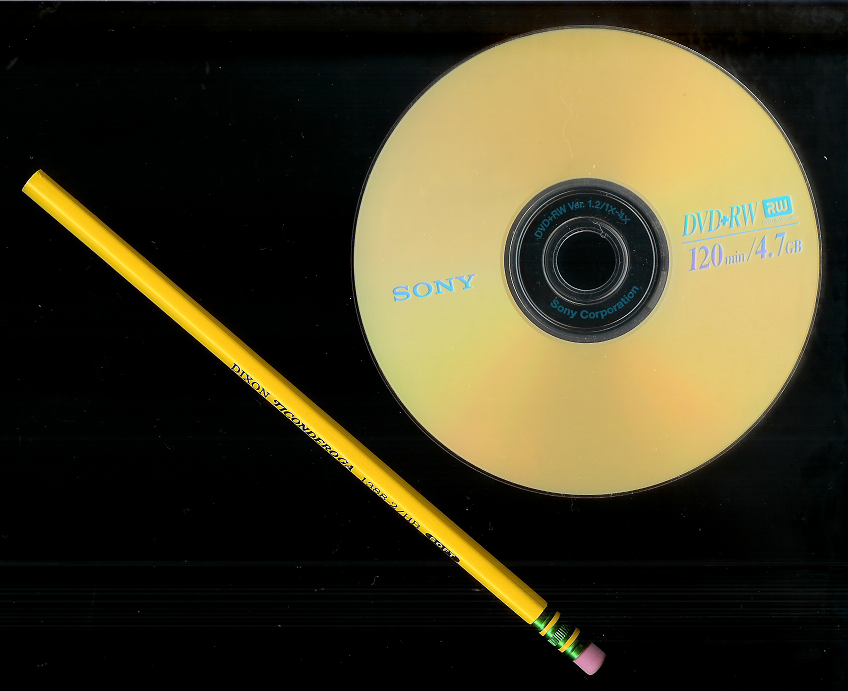
一片直徑12公分的Sony DVD+RW光碟片（右）

## 介绍
DVD+RW，是可重寫光碟的一種，其容量與DVD+R相同（共計2295104區段，每區段含有2048位元組）。這種儲存格式由多間企業所組成的DVD+RW聯盟開發，最早於1997年成功製成，每片光碟的容量僅有2.8GB，至2001年，該聯盟成功研製了現在的4.7GB容量。在製定標準方面，則大多由成員公司之一的飛利浦負責。雖然該標準不為競爭組織DVD論壇接納，但不少廠商均採納「+」標準，現時的DVD播放機之中，有近3/4是可播放DVD+RW的。
與DVD-RW不同的是，DVD+RW標準出現的時間比DVD+R為早。
DVD-RW是「+」標準的競爭對手之一，而兩款標準在市面上均受到用家歡迎，使可寫入貨料的DVD並不只有單一標準，因此在市面上便流行同時支援「+」和「-」標準的讀碟機。與DVD-RW不同的是DVD+RW可支援一種“無損連接”技術的方式，使隨機接入在適當的情況下寫入並使DVD播放器提高兼容性。
DVD+RW光碟可重寫近1,000次，能與現有的CD-RW標準競爭。DVD+RW多數會被用作備份資料，但在DVD錄影上則不及DVD-RW多，主要是因為DVD+RW原是設計用作儲存資料。

## 另見
- DVD
- DVD+VR